# Купер, Генри Аллен
Генри Аллен Купер (англ. Henry Allen Cooper) — американский политик-республиканец, представлявший в Палате представителей 1-й избирательный округ штата Висконсин.

## Молодость
Купер родился в Спринг-Прери, Висконсин. Через некоторое время после этого вместе с родителями он переехал в Барлингтон, где в июне 1869 года окончил среднюю школу. В 1873 получил образование в Северо-Западном университете, а после в Юнион-колледже (1875). В 1875—1879 занимался адвокатской практикой в Чикаго, после чего вернулся обратно в Барлингтон.
В ноябре 1880 был избран прокурором округа Рэсин, Висконсин. В январе 1881 переехал в Рэсин. Переизбран в 1882 и 1884 без оппозиции.

## Политическая карьера
На Республиканской Национальной конвенции в 1884 году Купер присутствовал в числе делегатов, так же как и в 1908 и 1924.
В 1887 был избран в Сенат Висконсина (до 1889). В 1890 неудачно баллотировался в Палату представителей США. Следующие выборы оказались для него удачными, и в 1893 году Купер занял кресло в Палатe представителей. В 1902 им был разработан Philippine Organic Act. В 1918 пошёл на переизбрание, но проиграл.
Спустя три года избран на свое прежнее место.Занял третье место в первом туре на выборах спикера палаты представителей в декабре 1923 года.
Умер 1 марта 1931 года в Вашингтоне. Похоронен на кладбище Маунд в Рэсине.